# Claus Freiherr von Rosen
Claus Freiherr von Rosen (* 6. Oktober 1943 in Flensburg) ist ein deutscher Offizier (Oberstleutnant a. D.) und Erziehungswissenschaftler. Er ist seit 2002 Leiter des Baudissin-Dokumentationszentrums an der Führungsakademie der Bundeswehr in Hamburg.

## Leben
Von Rosen trat 1963 nach dem Abitur in die Bundeswehr ein. Danach wurde er verschieden verwendet u. a. als Ausbildungsoffizier an der Stabsakademie der Bundeswehr in Hamburg.
Von 1973 bis 1978 war er freigestellt für ein Studium der Erziehungswissenschaften, Politische Wissenschaften und Soziologie an der Universität Hamburg (Diplom). Er war Schüler von Wolf Graf von Baudissin und blieb diesem bis zu dessen Tode verbunden. 1981 wurde er mit der Dissertation Bildungsreform und innere Führung. Reformansätze für schulische Stabsoffizierausbildung, dargestellt am Beispiel der Stabsakadademie der Bundeswehr (1966–1973) zum Dr. phil. promoviert.
1978 wurde er Lehrstabsoffizier für Methodik und Didaktik an der Fachschule des Heeres für Erziehung (FSH Erz) in Munster. Es folgte u. a. eine Tätigkeit beim S 3 an der Kampftruppenschule II in Munster und später eine Dozentur für Erziehungswissenschaften an der Führungsakademie der Bundeswehr (FüAkBw) in Hamburg. Als Militärpädagoge gehört er zu den führenden Köpfen der Inneren Führung und hat u. a. in den 1980er Jahren die Ausstellung „Aufstand des Gewissen, Widerstand gegen Hitler“ als Bundeswehrausstellung mit etabliert und in der Generalstabsausbildung die Clausewitzseminare geleitet. Als Oberstleutnant trat er 2001 in den Ruhestand.
von Rosen leitet seit 2002 das Baudissin-Dokumentationszentrum der FüAkBw in Hamburg. Außerdem ist er seit 2009, zusammen mit Uwe Hartmann, Mitherausgeber des Jahrbuchs Innere Führung.
An der Nationalen Verteidigungsakademie in Tartu (Estland) bekleidet er eine Professur für Militärpädagogik.
Von Rosen ist verheiratet und hat drei Kinder. Er ist Vorsitzender des Familienverbandes der Familie von Rosen und war Mitglied im Kirchengemeinderat der Melanchthongemeinde in Hamburg.

## Schriften (Auswahl)
- Bildungsreform und innere Führung. Reformansätze für schulische Stabsoffizierausbildung, dargestellt am Beispiel der Stabsakadademie der Bundeswehr (1966–1973) (= Untersuchungen zum in- und ausländischen Schulwesen. Band 22). Beltz, Weinheim u. a. 1981, ISBN 3-407-65122-8.
- Hrsg. mit Detlef Bald, Uwe Hartmann: Klassiker der Pädagogik im deutschen Militär (= Forum Innere Führung. Band 5). Nomos, Baden-Baden 1999, ISBN 3-7890-6039-9.
- Hrsg. mit Detlef Bald, Hans-Günter Fröhling, Jürgen Groß: Zurückgestutzt, sinnentleert, unverstanden. Die Innere Führung der Bundeswehr (= Demokratie, Sicherheit, Frieden. Band 187). Nomos, Baden-Baden 2008, ISBN 978-3-8329-3508-5.
- Hrsg. mit Uwe Hartmann et al.: Jahrbuch Innere Führung. Hartmann, Miles-Verlag, Berlin 2009 ff.
- Hrsg.: Wolf Graf von Baudissin. Grundwert Frieden. In Politik – Strategie – Führung von Streitkräften. Hartmann, Miles-Verlag, Berlin 2014, ISBN 978-3-937885-73-5.
- Hrsg.: Der Widerstand – „... um nie wieder in die auswegslose Lage zu geraten ...“. Ansprachen – Reden – An- und Bemerkungen aus Anlass des 20. Juli 1944. Hartmann, Miles-Verlag, Berlin 2014, ISBN 978-3-937885-89-6.